# مطار جزيرة يونغشينغ
مطار جزيرة يونغشينغ (بالصينية: 永兴岛机场)(إيكاو: ZJYX) هو مطار مدني عسكري يقع في جزيرة يونغشينغ وهي أكبر جزر باراسيل المتنازع عليها في بحر الصين الجنوبي. تديرها الصين (جمهورية الصين الشعبية). وسع المطار في عام 1990 لزيادة المدى القتالي للطائرات الحربية الصينية. بدأت المزيد من أعمال البناء واستصلاح الأراضي في عام 2012 لإطالة مدرج الطائرات. انتهي من هذا العمل في أكتوبر 2014. يبلغ طول المدرج 2700 م .

## شركات الطيران والوجهات
| شركـات طيـران      | الوجهات                 |
| ------------------ | ----------------------- |
| خطوط هاينان الجوية | مطار هايكو ميلان الدولي |

## وصلات خارجية
- http://www.flightstats.com/go/Airport/airportDetails.do?airportCode=